# Shades of Blue (Madlib)
Shades of Blue è un album di remix del rapper statunitense Madlib sugli archivi della Blue Note Records, pubblicato il 24 giugno 2003 e distribuito dalla stessa Blue Note per i mercati di Stati Uniti, Canada, Europa e Giappone.
| Recensione      | Giudizio   |
| --------------- | ---------- |
| AllMusic        | [ 1 ]      |
| The A.V. Club   | [ 2 ]      |
| Exclaim!        | favorevole |
| Pitchfork       | [ 4 ]      |
| Stylus Magazine | C+         |

## Tracce
1. Introduction – 0:32
2. Slim's Return (featuring Ahmad Miller and DJ Lord Such) – 3:56
3. Distant Land – 3:58
4. Mystic Bounce – 3:56
5. Stormy (featuring Morgan Adams Quartet Plus Two) – 3:41
6. Blue Note Interlude – 0:42
7. Please Set Me at Ease (featuring M.E.D.) – 5:02
8. Funky Blue Note (featuring Morgan Adams Quartet Plus Two) – 3:07
9. Alfred Lion Interlude – 0:45
10. Stepping Into Tomorrow (featuring MF Doom) – 7:36
11. Andrew Hill Break – 1:06
12. Montara (featuring DJ Lord Such) – 5:51
13. Song for My Father (featuring Sound Directions) – 5:46
14. Footprints (featuring Yesterdays New Quintet) – 4:58
15. Peace/Dolphin Dance (featuring Joe McDuphrey Experience) – 5:38
16. Outro – 0:17

Durata totale: 56:51